# 二七街道
二七街道是中华人民共和国湖北省武汉市江岸区下辖的一个街道办事处。

## 历史沿革
20世纪初，由于京汉铁路途径此处，为便于运输修路的设备，在街道辖境的长江江岸开辟了大量码头（江岸码头）。另外京汉铁路方此处设置了车站（汉口江岸站）与车辆厂（江岸车辆厂），一时间码头与工厂广招民工，是故此处的居民日益变多。这些民工陆续在厂房附近安家落户，逐渐在今解放大道以东的铁路沿线形成了聚落。
1923年2月4日至2月7日，中国共产党领导下的京汉铁路总工会以汉口江岸作为临时总办公处，组织全路两万多工人举行大罢工，遭到吴佩孚军警鎮壓，最终52人死亡，300多人受伤，40多人被捕，1000多铁路工人被开除，史称二七大罢工。大罢工主要的斗争便发生在这些民工聚落中。
至20世纪30年代初，这些聚落已经在解放大道以东形成了福建街、河南街、头道街等街道，居民多是铁路职工及家属，解放大道以西只有依稀棚户。中华人民共和国建国后，长江航运局、铁路部门（武汉铁路局）、长江委等部门在解放大道以西大量修建职工住宅。与此同时，武汉港务局在江岸码头成立武汉港务局江岸作业区，铁路在毗邻黄浦路的区域修建了江岸铁路货场。

## 行政区划
街道西及北端以二七路与新村街道分界、南段以黄浦大街与花桥街道、劳动街道、永清街道分界、东侧毗邻长江。
截至2023年年末，二七街道下辖以下村级行政区划单位：
操场社区、长建社区、黄家墩社区、新建社区、分金社区、江码社区、福建社区、头道社区、上滑社区、昌盛社区、支农社区、罗家庄社区、联合社区、一六一社区、二炮社区、空医社区和雷院社区。